# Mutual de Seguridad C.Ch.C.

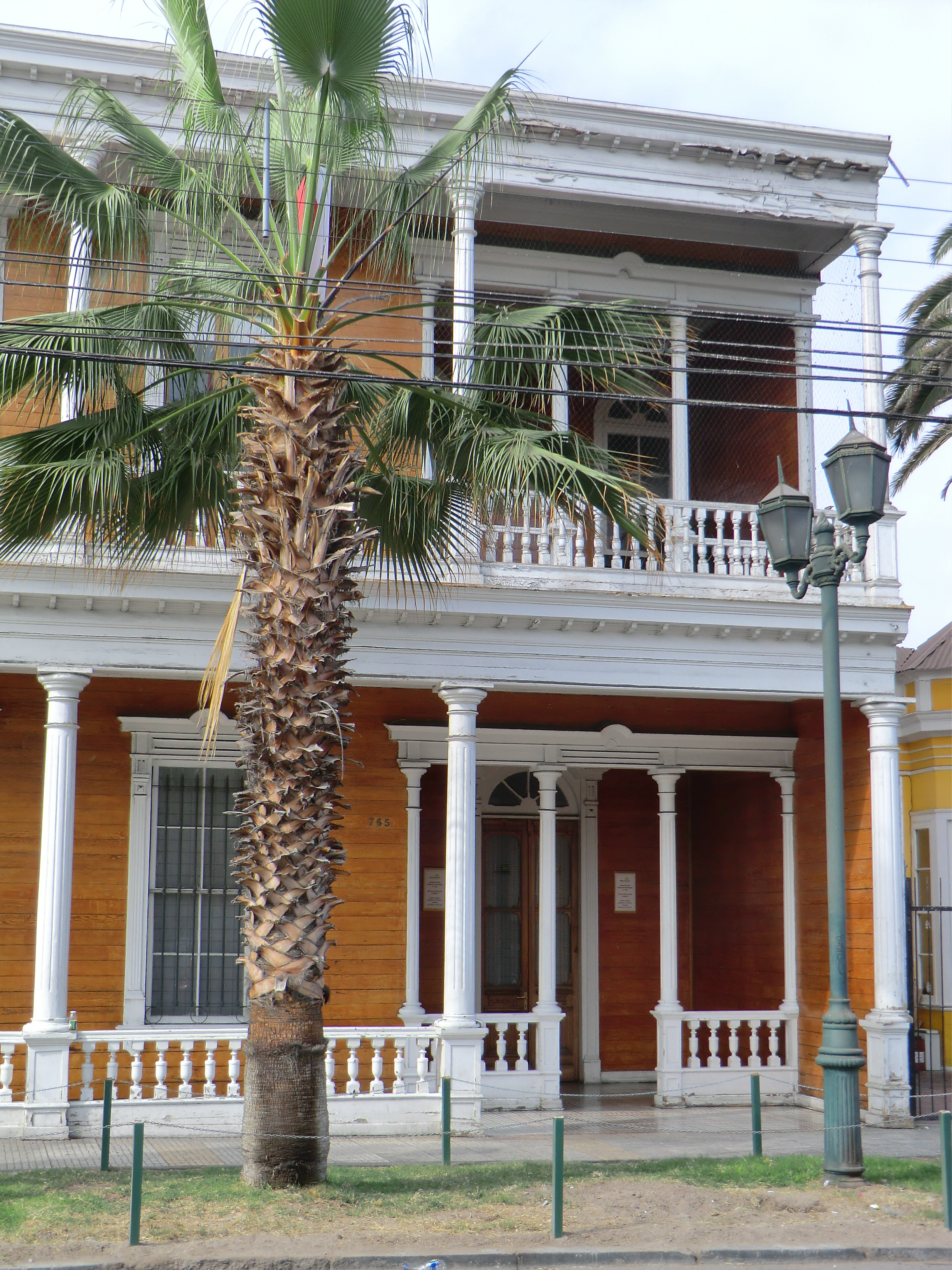
Casa Marinkovic, inmueble ocupado por la Mutual de Seguridad en Iquique.

La Mutual de Seguridad de la Cámara Chilena de la Construcción (Mutual C.Ch.C.) es una corporación privada, sin fines de lucro, que otorga cobertura total a los siniestros por accidentes laborales y que desarrolla programas de prevención de riesgos en Chile. El organismo gubernamental que fiscaliza las mutualidades es la Superintendencia de Seguridad Social (SUSESO) dependiente del Ministerio del Trabajo y Previsión Social. Su sede central se encuentra ubicada en la Avenida Libertador General Bernardo O'Higgins en Santiago, frente al monumento Gloria y Victoria de los mártires de Carabineros de Chile.
Tiene a su cargo el Hospital Clínico Mutual de Seguridad en Santiago, que ha sido el primer centro de este tipo acreditado por la Superintendencia de Salud, y una red que considera más de 80 centros de salud, hospitales, clínicas y centros de atención de accidentes del trabajo. Su presidente es Leonardo Daneri.

## Historia
La Mutual C.Ch.C. fue creada en el año 1966 como una iniciativa del directorio de la Cámara Chilena de la Construcción para enfrentar y aminorar la difícil situación que vivían los trabajadores y su grupo familiar al sufrir un accidente del trabajo, con el consiguiente costo social y económico para el país. De esta manera, la institución partió como un seguro mercantil voluntario que ayudase a los trabajadores en ese momento. Con la promulgación en febrero de 1968 de la Ley N.º 16.744 sobre accidentes del trabajo y enfermedades profesionales, la Mutual C.Ch.C., junto a la Asociación Chilena de Seguridad y el Instituto de Seguridad del Trabajo (IST), fue designada mutuales de seguridad y por tanto encargada de otorgar las prestaciones y beneficios derivados de los accidentes del trabajo y la prevención de riesgos. 
Con 55 años de historia, Mutual de Seguridad no solo ha centrado su cobertura en el ámbito preventivo, sino que también ha crecido en las prestaciones de salud con su cobertura médica a nivel nacional, la que destaca a través de su amplia experiencia y especialización del manejo del trauma, el tratamiento de pacientes grandes quemados y la rehabilitación de los trabajadores

## Directorio
En el marco de su 56.ª Junta de Adherentes realizada el 15 de junio de 2022, Mutual de Seguridad CChC proclamó al nuevo Directorio para el período 2022-2025, conformado por las siguientes personas:
Directores Empresariales Titulares:
- Sr. Leonardo Daneri Jones (Arrigoni Ingeniería y Construcción S.A.) 2022-2025
- Sr. Raimundo Rencoret Ríos (Constructora Rencoret Ltda.) 2022-2025
- Sra. Mónica Pérez Novoa (Mónica Pérez y Asociados Ltda.) 2022-2025

Directores Empresariales Suplentes
- Sr. Jaime Mozó Ballacey (Sociedad Constructora CMG Ltda.) 2022-2025
- Sr. Juan Pablo Aylwin Jolfre (Besalco S.A.) 2022-2025
- Sr. Eugenio Bascuñán Pérez de Arce (Bascuñán Pérez de Arce y Cía. Ltda.) 2022-2025

Directores Laborales Titulares
- Sr. Jorge Peña Collao (Banco Santander Chile S.A.) 2022-2025
- Sr. Sebastián Ortiz Alarcón (Metro S.A.) 2022-2025
- Sr. Daniel Contreras Valle (Besalco Maquinarias S.A.) 2022-2025

Directores Laborales Suplentes
- Sra. Dévora Ávila Palma (Empresas La Polar S.A.) 2022-2025
- Sra. Verónica Lucero Quiroz (Bosch S.A.) 2022-2025
- Sr. Roberto Pérez Serpa (Constructora INGEVEC S.A.) 2022-2025

## Prestaciones

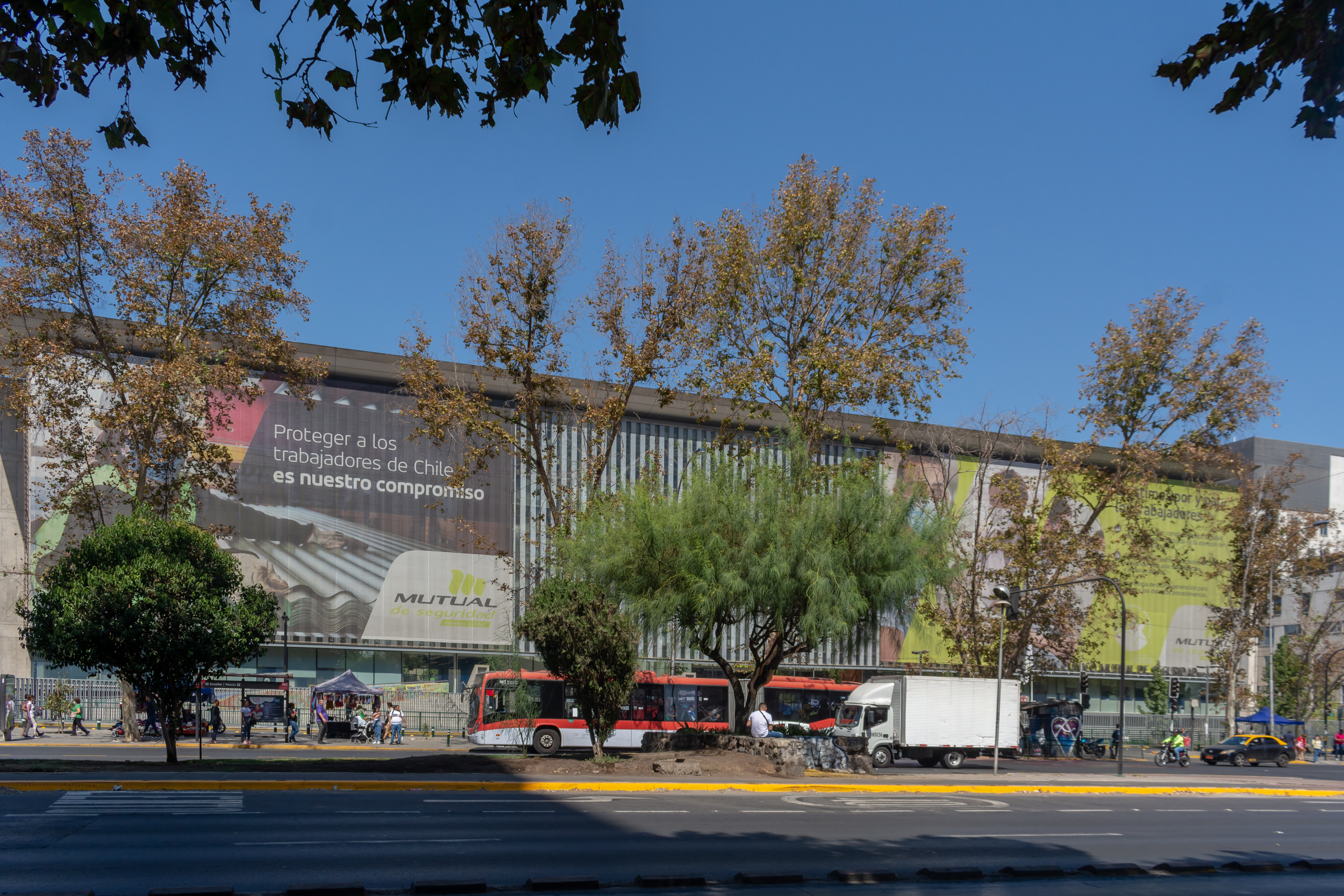
El Hospital Clínico Mutual de Seguridad CChC, en Estación Central, Santiago.

Las prestaciones que entrega la Mutual de Seguridad a sus más de 95 000 empresas adherentes y 2.000.000 de trabajadores protegidos se abordan en tres prestaciones :
- Prestaciones Médicas, 100 % de la cobertura de la atención de salud en caso de que un trabajador sufra un accidente o enfermedad profesional, entregando todas las prestaciones médicas necesarias para lograr la recuperación de salud de un trabajador (incluye atención médica, quirúrgica y dental; hospitalización si fuere necesario, a juicio del facultativo tratante; medicamentos y productos farmacéuticos; prótesis y aparatos ortopédicos y su reparación; rehabilitación física y reeducación profesional, y los gastos de traslado y cualquier otro que sea necesario para el otorgamiento de estas prestaciones).

- Prestaciones Preventivas, que contemplan desde la capacitación a los trabajadores hasta las asesorías de la entidad en materias de higiene, medio ambiente, ergonomía y medicina del trabajo, además de medicina preventiva en acciones de promoción y prevención de salud como son los exámenes ocupacionales y pre-ocupacionales

- Prestaciones Económicas, derivados de pagos de beneficios económicos (subsidios, indemnizaciones y pensiones) según el grado de invalidez acreditada del accidentado o los beneficiados de acuerdo a la Ley N.º 16.744.